# Pinus maximinoi
Pinus maximinoi är en tallväxtart som beskrevs av Harold Emery Moore. Pinus maximinoi ingår i släktet tallar, och familjen tallväxter. IUCN kategoriserar arten globalt som livskraftig. Inga underarter finns listade i Catalogue of Life.

## Bildgalleri

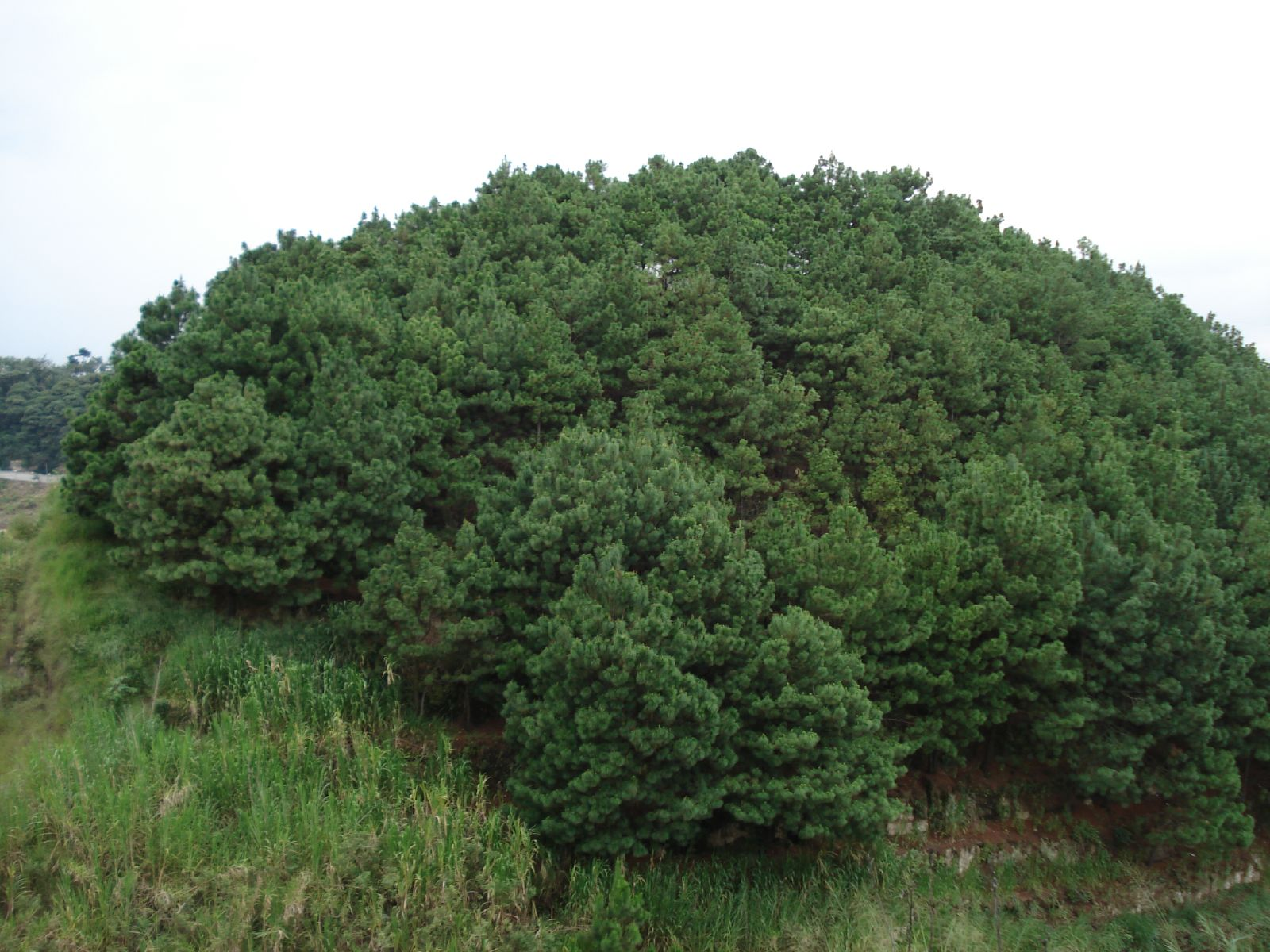
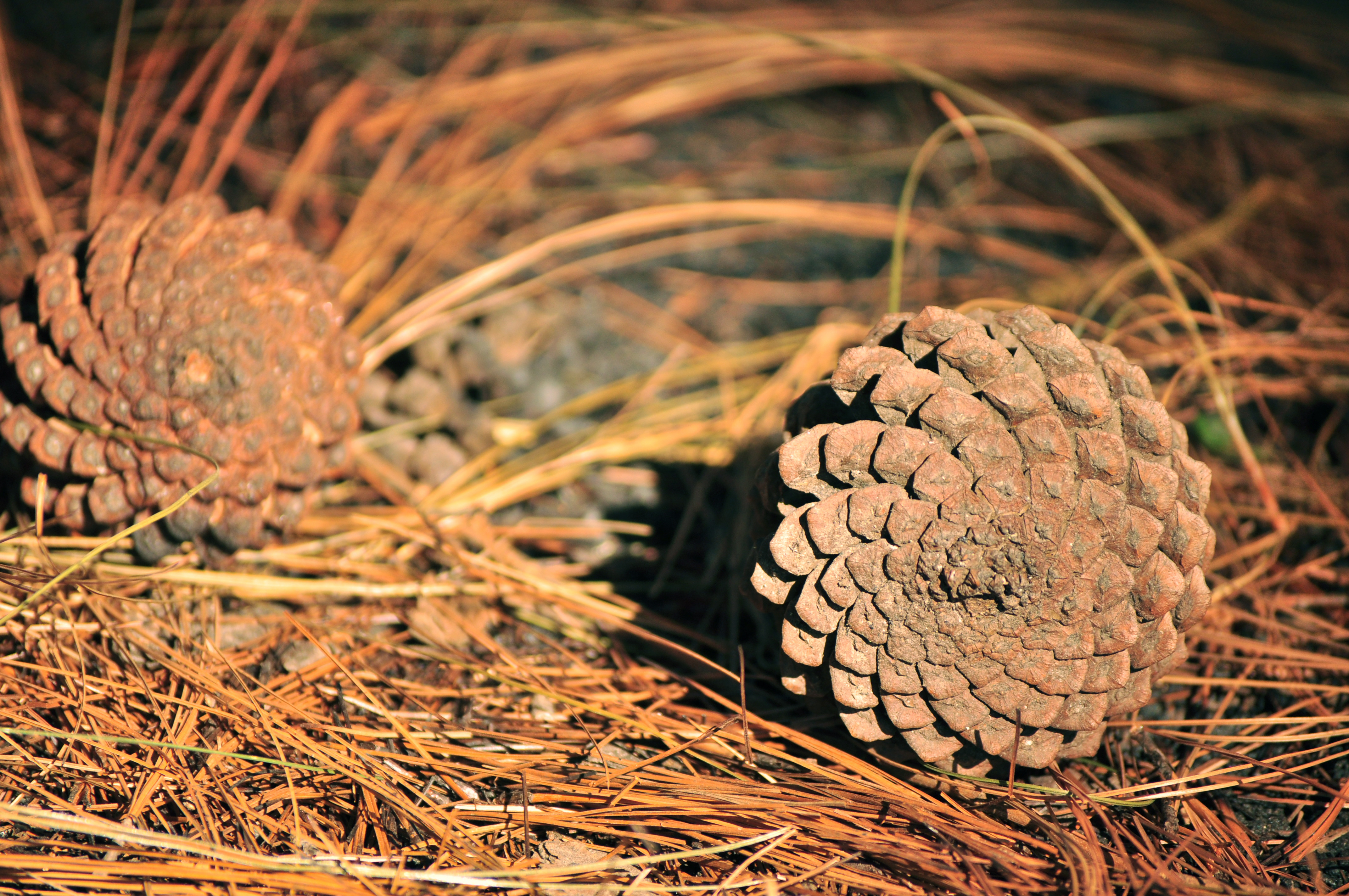
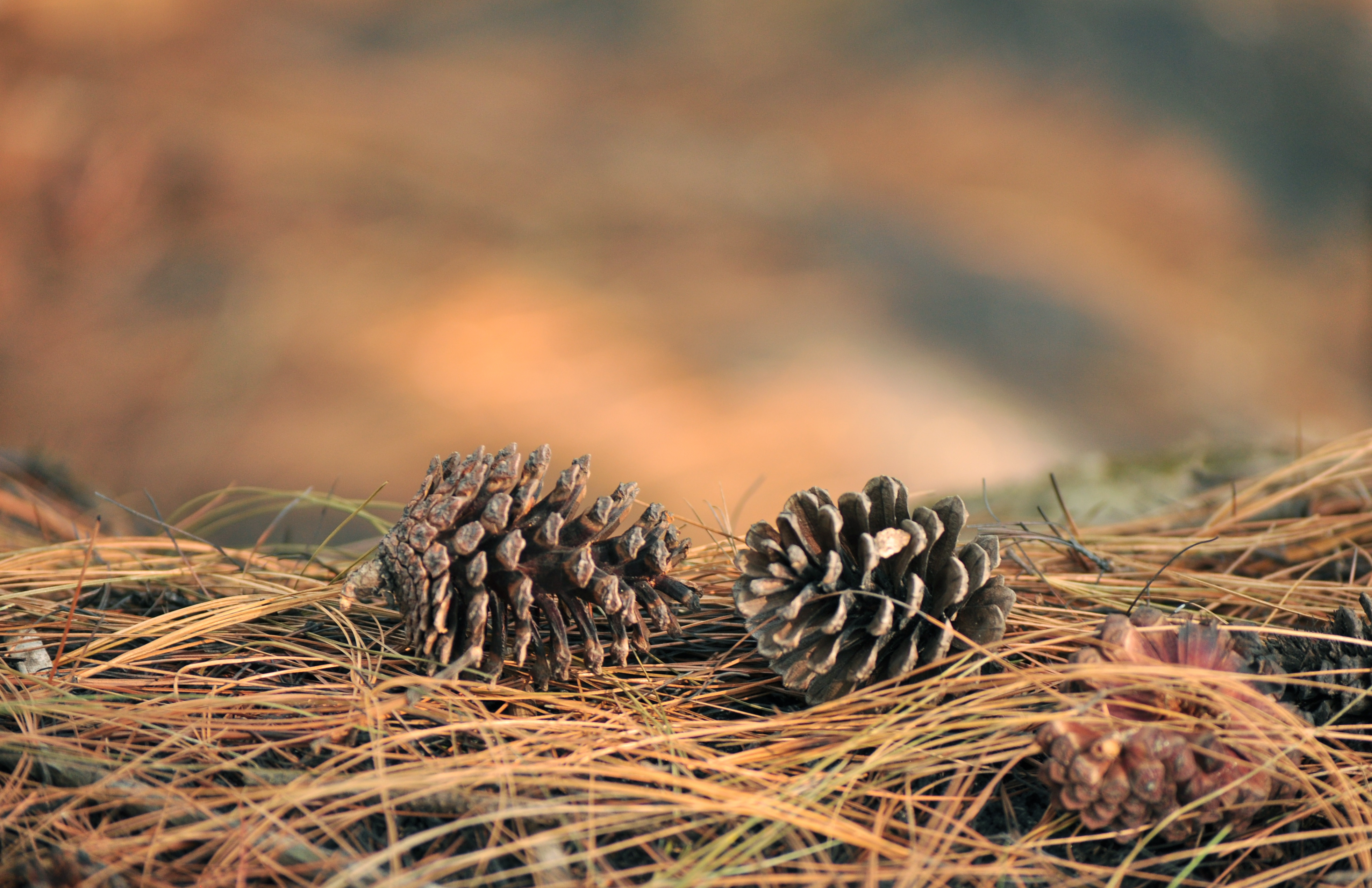
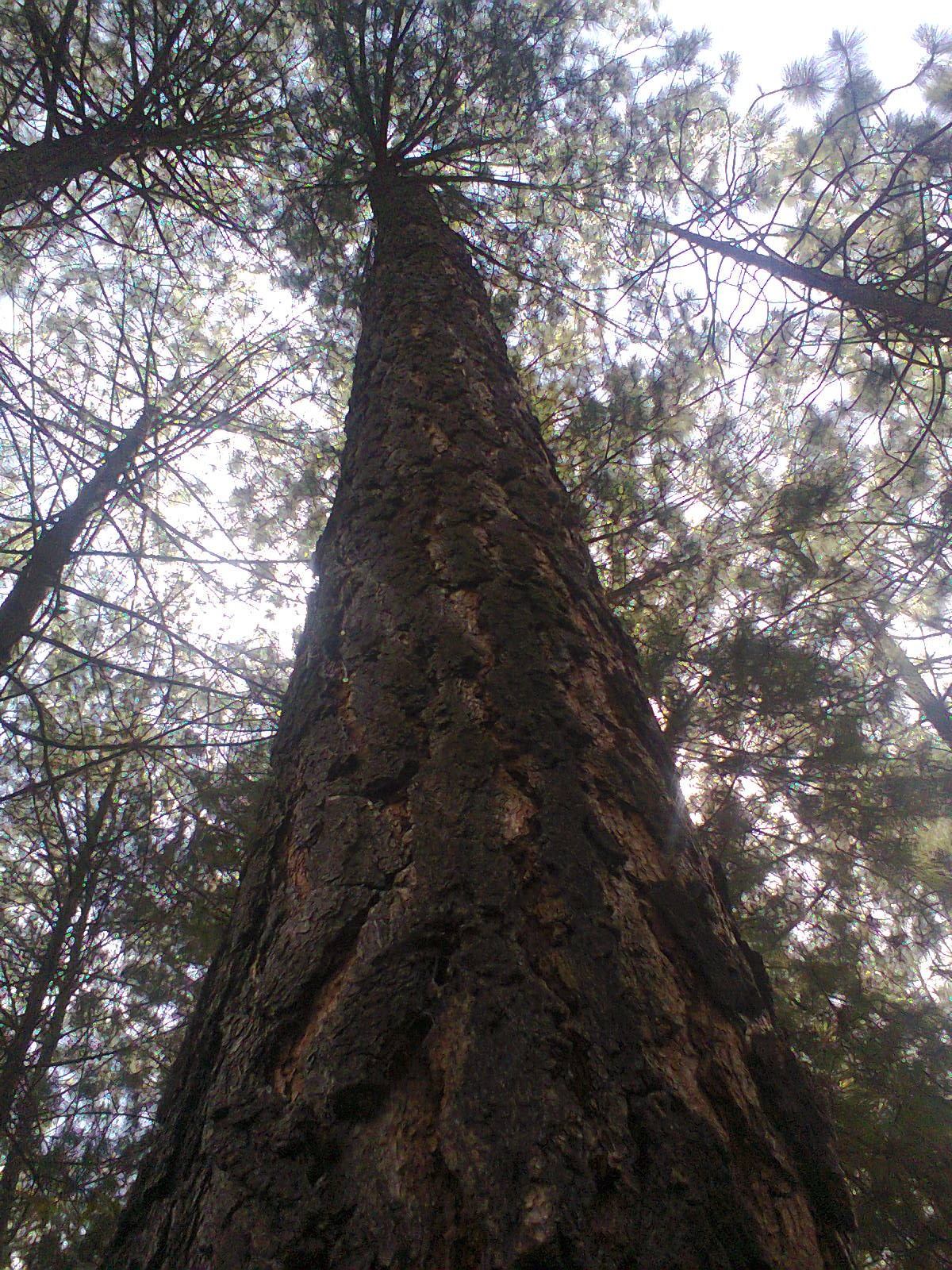